# Парламентарни избори в Северна Корея (1972)
Парламентарните избори в Северна Корея през 1972 г. са пети избори за Върховно събрание и са проведени на 12 декември.
Само един кандидат е избиран във всеки избирателен район, всички от които са представители на Корейската работническа партия, въпреки че някои са кандидати от името на други партии или държавни организации, за да се даде вид на демокрация.
През първата сесия, проведена между 25 и 28 декември 1972 г., Върховното събрание приема нова конституция, както и система на президентска република, като за президент е избран Ким Ир Сен.

## Резултати
| Коалиция                                        | Партия                          | Гласове | %     | Места |
| ----------------------------------------------- | ------------------------------- | ------- | ----- | ----- |
| Демократичен фронт за обединение на отечеството | Корейска работническа партия    |         | 100,0 | 127   |
| Демократичен фронт за обединение на отечеството | Асоциация на корейците в Япония | 7       | 100,0 |       |
| Демократичен фронт за обединение на отечеството | Чондоистка партия               | 4       | 100,0 |       |
| Демократичен фронт за обединение на отечеството | Корейска демократична партия    | 1       | 100,0 |       |
| Демократичен фронт за обединение на отечеството | Будистки съюз                   | 1       | 100,0 |       |
| Демократичен фронт за обединение на отечеството | Други партии                    | 401     | 100,0 |       |
| Общо                                            | Общо                            |         | 100   | 541   |
| Регистрирани гласове/активност                  | Регистрирани гласове/активност  |         | 100,0 | –     |
| Източник: Nohlen et al.                         |                                 |         |       |       |